# 多梅科山脈

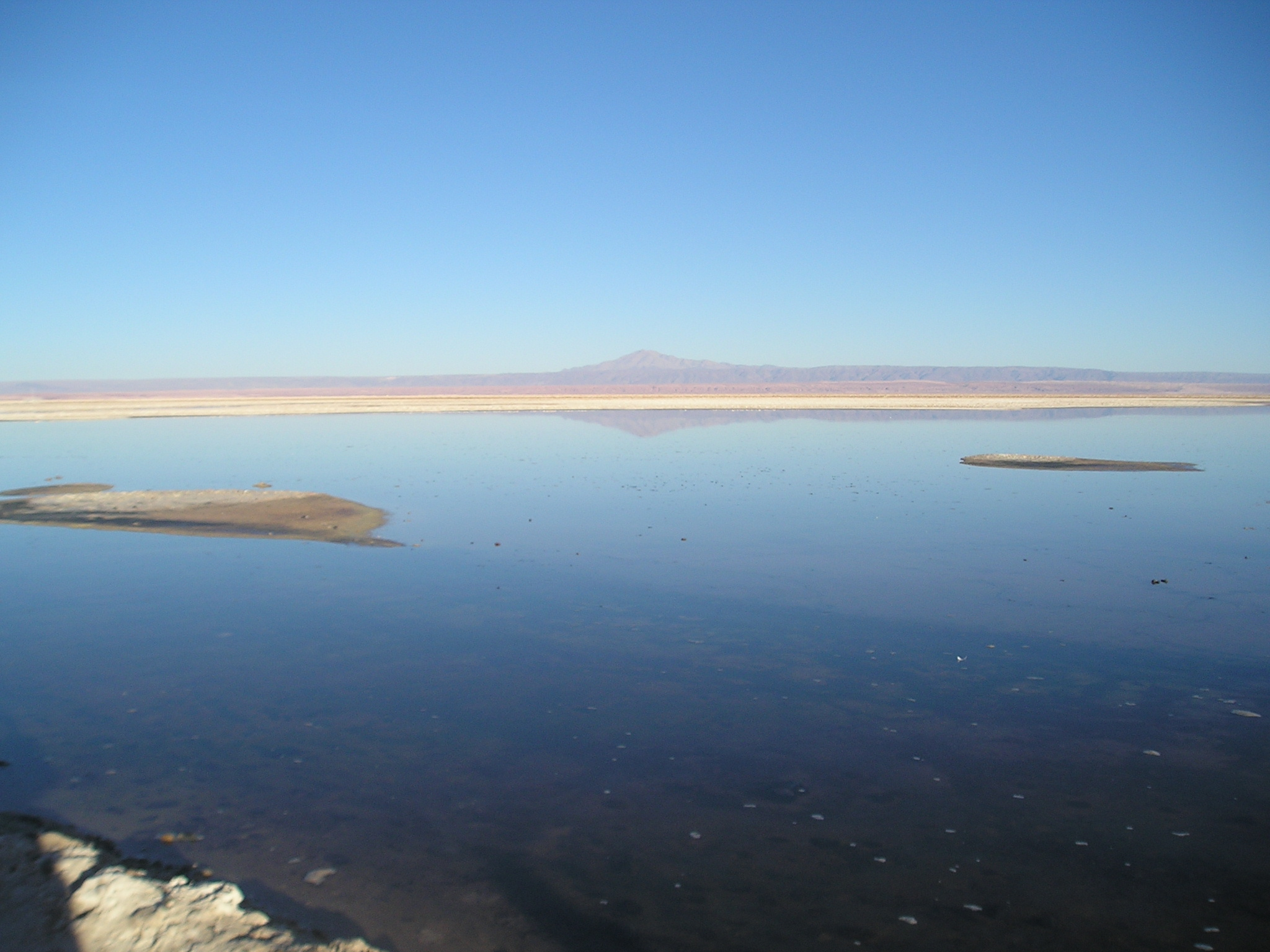

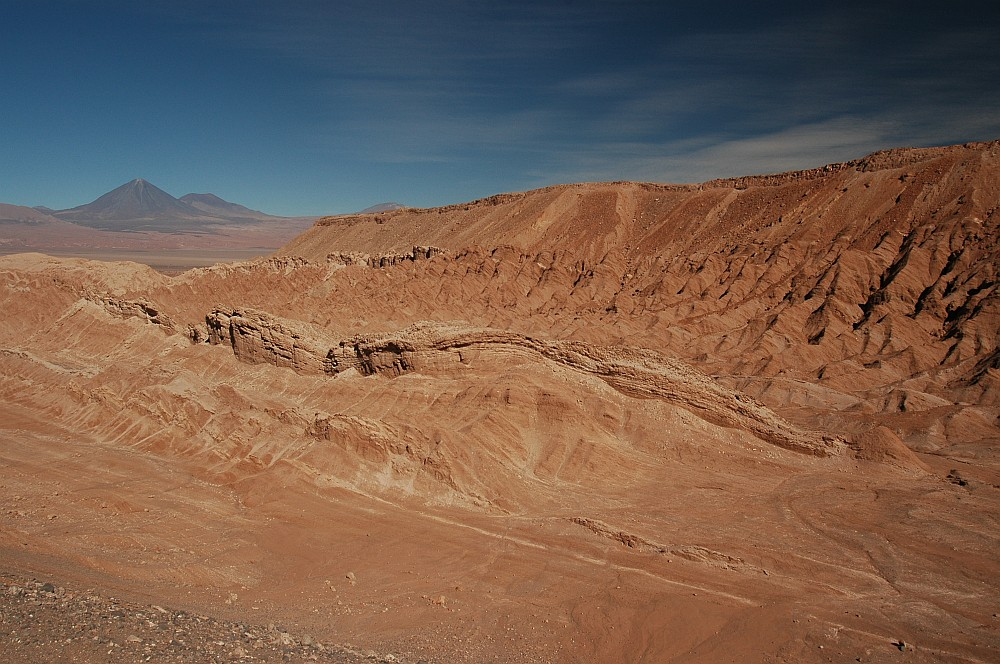

多梅科山脈是智利的山脈，位於該國北部阿塔卡馬鹽沼以西，屬於安第斯山脈的一部分，南北全長600公里，最高點海拔高度4,278米。

## 外部連結
- Virtual Tour on 360° of Cordillera de la Sal Chilexplora.com